# Luther auf dem Totenbett
Luther auf dem Totenbett bzw. Luther im Tode oder Luther auf dem Sterbebett ist Motiv und Titel mehrerer Kunstwerke, die den verstorbenen Reformator Martin Luther zeigen. Mindestens eine Zeichnung wurde unmittelbar am Leichnam Luthers geschaffen und könnte die Vorlage für ein Bild gewesen sein, das wohl in der Cranach-Werkstatt ausgearbeitet wurde und in zahlreichen Kopien verbreitet wurde.
Harald Meller beschreibt diese Konterfeis wie folgt: Der tote Luther liege „mit friedlich entspannten Gesichtszügen und in ein weißes faltenreiches Totenhemd gekleidet mit übereinander geschlagenen Händen auf einem angedeuteten weißen Kissen.“ Es sei für Luthers Zeitgenossen und Anhänger wichtig gewesen, zu beweisen, dass Luther friedlich und im Einklang mit Gott heimgegangen und nicht etwa vom Teufel geholt worden sei. Damit sei der „Beweis für die Legitimation der Reformation“ erbracht worden.

## Übersicht über die bekannten Gemälde
| Standort                                                                     | Maße, Material, Technik                                      | Literatur | Beschreibung und Literatur | Bild |
| ---------------------------------------------------------------------------- | ------------------------------------------------------------ | --- | --- | ---- |
| Hannover, Niedersächsisches Landesmuseum, Inv. Nr. Städtische Galerie KM 107 | 33,5 × 25,3 cm, Eichenholz                                   | Ficker 283, Stuhlfauth 8, Dieck 1 | Bezeichnet mit Cranach-Signet. Halbrechts geneigter Kopf, sichtbar ist der ganze Oberkörper, die ganze rechte Hand und die Handwurzel der linken Hand. Das Hemd hat eingenähte Hemdärmel, schmales Band zwischen Ärmelkrause und Hemd, aber nicht zwischen Halskrause und Hemd, und ist links am Hals offen. Das dem älteren Cranach bzw. dessen Werkstatt zugeschriebene Bild in Hannover gilt als ältestes und bestes Exemplar unter den zahlreichen Wiederholungen des Motivs. Es kam über verschiedene Privatsammlungen im 19. Jahrhundert in den Besitz der Städtischen Galerie Hannover. Das Bild in Hannover und die heute im DHM befindliche Darstellung gehören nach Stuhlfauths Ansicht zusammen. Als Kriterium nennt er die Gestaltung des Totengewandes, das Luther auf diesen Bildern trägt: Während die Ärmel dieses Kittels auf den anderen Bildern ohne Naht oder sonstigen Übergang aus dem Mittelteil des Gewandes hervortreten, sind sie auf diesen beiden Bildern genau wie auf dem Guldenmundt-Druck eingenäht. Ferner ist bei diesen beiden Bildern die Halskrause unmittelbar an dem Totenkittel angebracht, während sich bei den anderen Bildern ein kleines Bändchen zwischen Krause und Kittel befindet. Aufgrund dieser Beobachtungen weist Stuhlfauth diesen beiden Bildern den Status der frühesten Totenporträts Luthers zu und datiert sie auf das Jahr 1546. Von diesen beiden Bildern wiederum gebührt dem Gemälde in Hannover laut Stuhlfauth die Palme, weil es, z. B. in dem leicht schiefgestellten Mund, das durch die Augenzeugenberichte belegte Leiden Luthers viel deutlicher darstelle als das Berliner Bild. Stuhlfauth sieht in diesem Gemälde ein nach dem Bild des unbekannten Malers aus Eisleben geschaffenes Kunstwerk, ob von der eigenen Hand es Unbekannten, lässt er dahingestellt. Die jüngere Forschung sieht die Tafel ebenfalls größtenteils als Kopie nach der Zeichnung des unbekannten Eislebeners. Johannes Ficker geht noch einen Schritt weiter und weist das Bild in Hannover direkt dem Eislebener Maler zu. Die Skizze dazu sei am frühen Morgen zwischen sieben und neun Uhr vor Beginn der Totenstarre entstanden. |      |
| Deutsches Historisches Museum Berlin, Inv. Nr. Gm 2010/1                     | 40,5 × 29,6 cm, Holz                                         | Ficker 284, Stuhlfauth 9, Dieck 2 | Bezeichnet mit Cranach-Signet. Halbrechts geneigter Kopf. Sichtbar sind der ganze Oberkörper, beide Hände (links ohne Fingerspitzen). Die Hemdärmel sind eingenäht, die Ärmelkrausen weisen Bändchen auf, das Hemd ist links am Hals offen. Luthers Totenhemd ist in dieser Version etwas weniger schlicht als z. B. auf dem Dresdener Bild dargestellt, die Bündchen sind stärker gefältelt. Das Bild befand sich 1927 in der Sammlung von Raffael Schuster-Woldan in Berlin-Charlottenburg, sein späterer Verbleib ist weitgehend unbekannt, es wurde 2010 vom DHM erworben. |      |
| Leipzig, Privatbesitz                                                        |                                                              | Ficker 285, Stuhlfaut –, Dieck 3 | Halbrechts geneigter Kopf. Sichtbar sind der ganze Oberkörper, beide Hände (links ohne Fingerspitzen). Die Hemdärmel sind eingenäht, die Ärmelkrausen weisen Bändchen auf, das Hemd ist links am Hals offen. |      |
| Halle, Landesmuseum                                                          |                                                              | Ficker 286, Stuhlfauth –, Dieck 4 | Halbrechts geneigter Kopf. Sichtbar sind der ganze Oberkörper, die ganze rechte Hand und die Handwurzel der linken. Die Hemdärmel sind eingenäht, die Ärmelkrausen weisen Bändchen auf, das Hemd ist möglicherweise offen. |      |
| Helmstedt                                                                    |                                                              | Ficker 287, Stuhlfauth –, Dieck 5 | Halbrechts geneigter Kopf. Sichtbar sind der ganze Oberkörper, die ganze rechte Hand und die Handwurzel der linken. Die Hemdärmel sind nicht eingenäht, die Ärmel- und Halskrausen weisen keine Bändchen auf, das Hemd ist geschlossen. |      |
| Leipzig, Universitätssammlung, Inv. Nr. 1951:180                             | 63,5 × 48,8 cm, auf Lindenholz                               | Ficker 288, Stuhlfauth 10, Dieck 6 | Halbrechts geneigter Kopf. Sichtbar sind der ganze Oberkörper, die ganze rechte Hand und die Handwurzel der linken. Die Hemdärmel sind nicht eingenäht, die Halskrause weist ein Bändchen auf, das Hemd ist geschlossen. Das Gemälde stammt aus altem Besitz der Universitätsbibliothek. Es war in der Mitte des 19. Jahrhunderts „gänzlich zerfallen“ und wurde zwischen 1895, als es noch wurmstichig war, und 1927 umfassend restauriert, da es Stuhlfauth einen sehr glatten und gänzlich intakten Eindruck vermittelte. Dieses größere der beiden Lutherporträts in Leipzig wurde einst als eigenhändiges Werk Furtenagels angesehen, nachdem sich in einer Ecke des Bildes die Datierung 1574 gefunden hatte, wurde die These aber wieder verworfen. Die Datierung wird heute allerdings als sekundär betrachtet. Statt Furtenagel schreibt man das qualitätvolle Gemälde heute der Cranach-Werkstatt zu. |      |
| Leipzig, Universitätssammlung, Inv. Nr. 0633/90                              | 50 × 34 cm, Holz                                             | Ficker 289, Stuhlfauth 21, Dieck 7 | Halbrechts geneigter Kopf. Sichtbar sind der ganze Oberkörper, die ganze rechte Hand und die Handwurzel der linken. Die Hemdärmel sind eingenäht, die Halskrause weist ein Bändchen auf, das Hemd ist geschlossen. Auch das kleinere Leipziger Bildnis wurde zeitweise als Original von Furtenagels Hand angesehen, was Stuhlfauth aber ebenfalls ablehnt. Er hält es aber für möglich, dass das kleinere Leipziger Gemälde eine schülerhafte Kopie einer Vorlage darstellt, die auf Furtenagel zurückgeht, und dass Furtenagel tatsächlich, wie der Apotheker berichtete, zwei Bilder geschaffen hat. Die Cranach-Werkstatt allerdings habe von dem Bildnis des unbekannten Malers aus Eisleben profitiert und nicht von Furtenagel. Dieses Gemälde fand über einen Stich von Johann Martin Bernigeroth (Totenbildnis Martin Luthers im Sterbehemd) 1746 zum 200-jährigen Todestag des Reformators als Buchschmuck Verbreitung. |      |
| Wittenberg, Lutherhaus, Inv. Nr. G 37                                        | 65,6 × 48,2 cm, Holz                                         | Ficker 290, Stuhlfauth 12, Dieck 8 | Halbrechts geneigter Kopf. Sichtbar sind der ganze Oberkörper und die rechte Hand. Die Hemdärmel sind nicht eingenäht, die Halskrause weist ein Bändchen auf, das Hemd ist geschlossen. Links oben auf dem Gemälde ist außerdem die Lutherrose zu sehen. Das Gemälde kam aus der Sammlung des 1853 verstorbenen Oberkonsistorialrats Augustin in den Besitz der Lutherhalle. |      |
| Unbekannt, Privatbesitz. Ehem. München, Slg. Dreher                          | 63 × 51 cm, Holz                                             | Ficker 291, Stuhlfauth 13, Dieck 9 | Halbrechts geneigter Kopf. Sichtbar sind der ganze Oberkörper, die ganze rechte Hand und die Handwurzel der linken. Die Hemdärmel sind nicht eingenäht, die Halskrause weist ein Bändchen auf, das Hemd ist offen. Eine dreizeilige lateinische Inschrift über Luthers Kopf nennt den Todeszeitpunkt und das Alter des Verstorbenen, links neben dem Kopf befindet sich noch in kleinerer Schrift ein achtzeiliges lateinisches Lobgedicht. Die Tafel stammt möglicherweise aus der Kirche in Rheinfelden, befand sich um 1910 in der Sammlung von Konrad Dreher und wurde am 1. Oktober 1919 bei Helbing in München als Cranach zugeschriebenes Gemälde verauktioniert. Seitdem ist die Tafel in unbekanntem Privatbesitz. |      |
| Dresden, Staatl. Kunstsammlungen, Gemäldegalerie Alte Meister, Inv. Nr. 1955 | 64 × 50,5 cm, Lindenholz                                     | Ficker 292, Stuhlfauth 11, Dieck 10 | Halbrechts geneigter Kopf. Sichtbar sind der ganze Oberkörper, die ganze rechte Hand und die Handwurzel der linken. Die Hemdärmel sind nicht eingenäht, die Halskrause und die Ärmelkrausen weisen Bändchen auf, das Hemd ist geschlossen. Die Tafel stammt wohl aus dem Besitz des Hofarchitekten Giovanni Maria Nosseni (1544–1620) und kam von diesem in die Kunstkammer, wo sie ab 1621 belegt ist. Im frühen 18. Jahrhundert befand sich das Bild auf der Moritzburg, im 19. Jahrhundert kam es in die Dresdner Gemäldegalerie. Julius Hübner schrieb das Bild Mitte des 19. Jahrhunderts auch noch Furtenagel zu, Karl Woermann ordnete es aus stilistischen Gründen eher den Werken der Cranach-Werkstatt bei. In jüngeren Publikationen datierte man das Bild auf 1574, in Anlehnung an die Datierung der größeren Leipziger Variante, ungeachtet deren sekundären Charakters. |      |
| Karlsruhe, Kunsthalle, Inv. Nr. 121                                          | 47 × 32,5 cm, Eichenholz                                     | Ficker 293, Stuhlfauth 14, Dieck 11 | Halbrechts geneigter Kopf. Sichtbar ist der ganze Oberkörper ohne Hände. Die Hemdärmel sind nicht eingenäht, die Halskrause weist ein Bändchen auf, das Hemd ist geschlossen. Über dem Kopf eine Beischrift mit den Lebensdaten. Bilder nach dem Muster der Karlsruher Version, auf der Luthers Hände nicht dargestellt sind, kommen laut Stuhlfauth nicht als Urbild für weitere Kopien, auf denen Luthers Hände zu sehen sind, in Frage, denn das Originalbild müsse die ganzen Arme Luthers gezeigt haben, die auf so vielen Kopien wiederkehren. Stuhlfauth nimmt an, dass das Karlsruher Bild, das sich einige Freiheiten nehme, nicht vor 1580 entstanden sein kann, dendrochronologische Untersuchungen haben mittlerweile ergeben, dass er damit im Recht war bzw. dass das Bild sogar noch deutlich jünger sein muss. Folglich wird die Tafel seitdem auch nicht mehr der Cranach-Werkstatt, sondern einem unbekannten Nachfolger zugeschrieben. Das Bild stammt aus der Sammlung des Heidelberger Bürgermeisters Ch. F. Winter, war ab 1842 in der Privatsammlung des Großherzogs Leopold von Baden und kam mit dieser 1853 an die Kunsthalle Karlsruhe. |      |
| Woronesch, Regionales I. Kramskoi-Kunstmuseum                                |                                                              | Ficker –, Stuhlfauth –, Dieck – | Halbrechts geneigter Kopf. Sichtbar ist der ganze Oberkörper ohne Hände. Die Hemdärmel sind nicht eingenäht, die Halskrause weist ein Bändchen auf, das Hemd ist geschlossen. Über dem Kopf eine Beischrift mit den Lebensdaten. |      |
| Luckenwalde, ehem. Slg. Hübner                                               | Ficker 295, Stuhlfauth –, Dieck 13                           | Halbrechts geneigter Kopf. Sichtbar ist der ganze Oberkörper ohne Hände. Die Hemdärmel sind nicht eingenäht, die Halskrause weist ein Bändchen auf, das Hemd ist geschlossen. Keine Beischrift. | |      |
| Weimar, Landesbibliothek                                                     | 43,5 × 34,5 cm, Leinwand                                     | Ficker 294, Stuhlfauth 15, Dieck 12 | Halbrechts geneigter Kopf. Sichtbar ist der ganze Oberkörper ohne Hände. Die Hemdärmel sind nicht eingenäht, die Halskrause weist ein Bändchen auf, das Hemd ist geschlossen. Diese Kopie aus dem frühen 19. Jahrhundert stammt von Ferdinand Jagemann († 1820) und wurde wohl nach dem kurz nach 1800 noch in Heidelberg, heute in Karlsruhe befindlichen Bild gemalt. |      |
| Berlin, ehem. Schloss Berlin, GK I 648                                       | 17 × 49 cm (ganze Bildfolge mit drei weiteren Motiven), Holz | Ficker 296, Stuhlfauth –, Dieck 14 | Halbrechts geneigter Kopf. Sichtbar ist der ganze Oberkörper und beide Hände, wobei die linke über der rechten Hand liegt. Der Körper setzt sich noch einen Teil unterhalb der Hände fort, den unteren Abschluss bildet eine Brüstung. Die Hemdärmel sind eingenäht, die Halskrause und die Ärmel weisen dunkle Bänder auf, das Hemd ist geschlossen. Das Gemälde war Teil einer Bildfolge mit Martin Luther in vier Charakteren und zählt zu den Verlusten des Zweiten Weltkriegs. |      |

Verschiedentlich sind weitere Varianten des Motivs im Kunsthandel nachzuweisen, sie können z. T. mit den vorgenannten, deren Provenienz und heutige Aufbewahrungsorte nicht immer bekannt sind, identisch sein oder aber in Entstehungszusammenhang mit diesen stehen. Ein relativ großes (63 mal 47 Zentimeter) Exemplar, das 2012 bei Dobiaschofsky in Bern verkauft wurde, zeigt eine ähnliche Beschriftung (ohne Lobgedicht) wie das einst in der Sammlung Dreher befindliche Exemplar. Neben den Gemälden gibt es eine große Zahl drucktechnisch verbreiteter Versionen des Motivs.

## Hintergrund: Berichte über Luthers Tod
Martin Luther starb am 18. Februar 1546 in Eisleben. Anwesend war sein Freund und Mitreformator Justus Jonas, der wenig später zusammen mit Michael Coelius einen Augenzeugenbericht vom Sterben Luthers veröffentlichte. Aus diesem Bericht geht auch hervor, wie es zu den ersten Bildnissen des toten Luther kam: „Zu Eisleben / ehe diese Kirchen Ceremonien alle gebraucht haben zwen Maler also das todte angesicht abconterfeit / einer von Eisleben / dieweil er noch im stüblin auff dem bett gelegen / Der ander / Meister Lucas Fortennagel von Hall / da er schon eine nacht im Sarck gelegen.“
Über den ersten der beiden erwähnten Maler ist nichts bekannt. Seine Zeichnung scheint verschollen. Ein Bildnis Luthers im Sarg, das Furtenagel zugeschrieben wird, befindet sich heute unter der Inventarnummer KdZ 4545 im Kupferstichkabinett der Staatlichen Museen zu Berlin.
In der jüngeren Fachliteratur wird diese Zeichnung meist als die Vorlage für die zahlreichen Zeichnungen und Gemälde aus dem Umfeld der Cranach-Werkstatt, die den toten Luther zeigen, identifiziert.

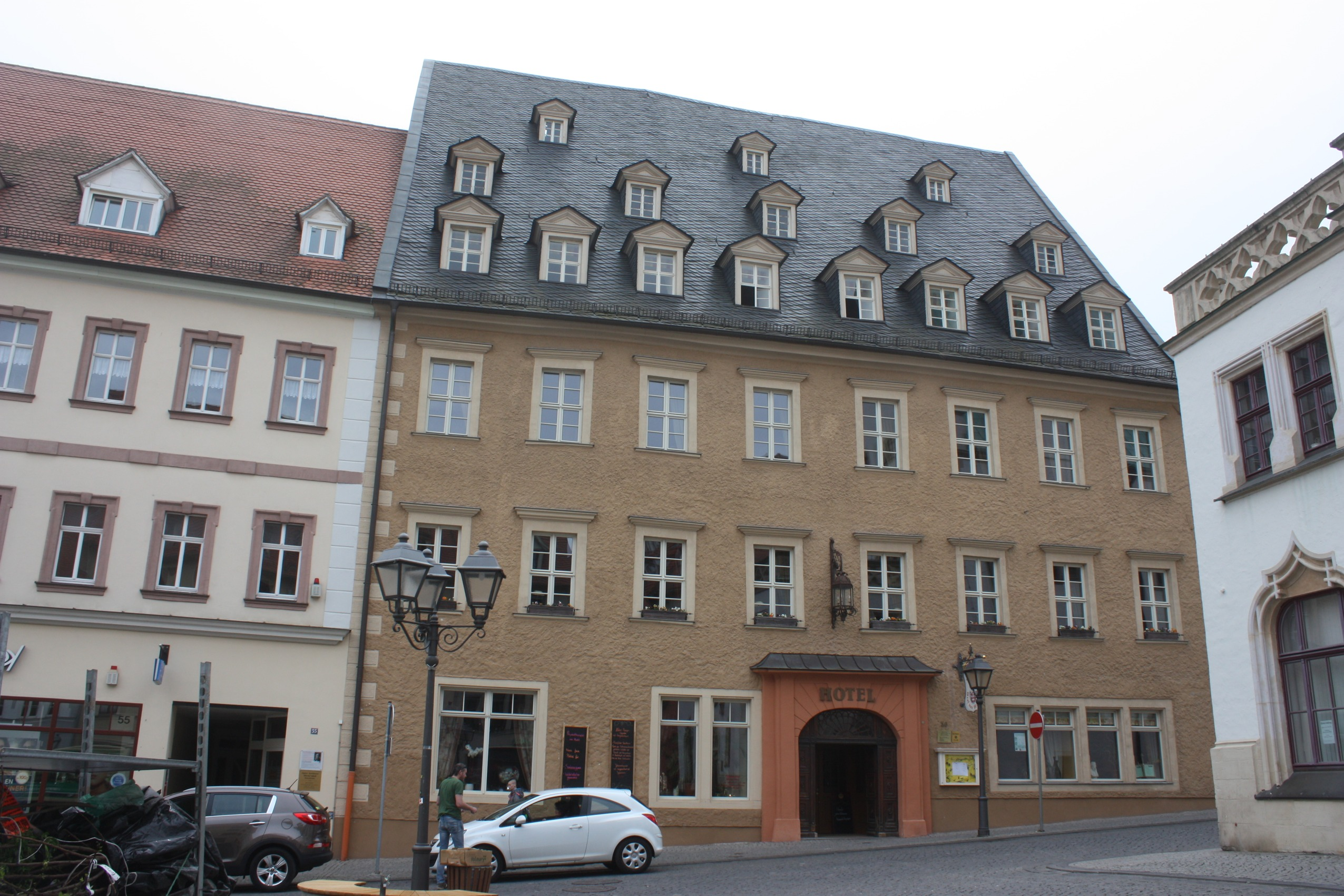
Das Sterbehaus Luthers

Über Luthers Sterben und die Vorgänge bis zu seiner Bestattung wird in verschiedenen Quellen detailliert berichtet. Die nachfolgende Zusammenstellung der Ereignisse basiert auf Quellen, die ihrerseits wieder auf Jonas’ und Coelius’ Bericht zurückgehen.
Luther hatte sich im Januar 1546 zur Schlichtung von Auseinandersetzungen der Grafen von Mansfeld in seine Geburtsstadt Eisleben begeben, wo er im Haus der Familie Drachstedt einquartiert war. Am 17. Februar 1546 fühlte er sich nicht wohl und wurde abends von Schmerzen in der Brust befallen, woraufhin sein Freund und Mitreformator Justus Jonas und der ebenfalls anwesende Michael Coelius ihn mit warmen Tüchern rieben. Graf Albrecht von Mansfeld, der ebenfalls hinzugekommen war, ließ ihm etwa um neun Uhr abends durch seinen Arzt eine Portion Einhorn in einem Löffel Wein eingeben. Luther konnte daraufhin für kurze Zeit Schlaf finden, stand aber später wieder auf und begab sich in seine Kammer, wo er von den Umstehenden Abschied nahm und in seinem Bett wieder einschlief.
Am 18. Februar erwachte er um ein Uhr morgens und ließ einheizen. Er klagte wieder über Schmerzen und gab der Ansicht Ausdruck, dass er in Eisleben sterben werde. Er wechselte nun wieder auf das rugebettlin (Ledersofa) in seiner Stube und ließ sich wiederum mit allerlei Mitteln wärmen. Man bestellte die beiden Ärzte der Stadt zu ihm. Auch der Graf samt Gemahlin kam wieder in das Sterbehaus. Trotz Anwendung weiterer Stärkungs- und Wiederbelebungsmittel war Luther kaum mehr ansprechbar und gab nur noch kurze einsilbige Antworten auf Fragen. Seine letzte Äußerung soll die Antwort „Ja“ auf die Frage, ob er bei seiner Lehre und Christus bleibend sterbe, gewesen sein. Auf der rechten Seite liegend, schlief er ein und starb gegen 2.45 Uhr morgens. Gegen 3 Uhr wurde der Eislebener Apotheker Johann Landau gerufen, da die Ärzte der Ansicht waren, Luther sei noch am Leben und der Apotheker könne ihm mit einem Einlauf dienlich sein. Als man Luther wegen des Einlaufs zur Seite drehte, bemerkte der Apotheker bereits, dass Luther tot war. Man versuchte dennoch, ein Klistier einzuführen, das der Körper jedoch nicht behielt. Die Ärzte waren sich nun sicher, dass Luther tot war. Darauf bettete man Luther gegen 3.30 Uhr vom rugebettlin auf ein daneben aus Federbetten errichtetes improvisiertes Bett um. Luthers Freunde versuchten, den Toten mit Stärkewasser wiederzubeleben. Auch der Apotheker unternahm weitere Wiederbelebungsversuche. Doch keine der Maßnahmen zeigte mehr irgendeine Wirkung. Gegen 4 Uhr war der Tod des Reformators gewiss und die Anwesenden begannen mit den Vorbereitungen zur Herrichtung der Leiche für die Bestattung und zur Verkündung von Luthers Tod.
Zwischen 4 und 5 Uhr entstanden zwei Berichte vom Sterben des Reformators. Den längeren Bericht diktierte Justus Jonas. Gleichzeitig wurde ein Sarg bestellt und per Eilbote der Maler Lukas Furtenagel aus Halle bestellt, um den Toten zu porträtieren. Luthers Leiche wurde vom provisorischen Federbett wieder auf das Ledersofa gelegt, gewaschen und in ein vorläufiges weißes Hemd gekleidet. Die Nachricht vom Tode Luthers war inzwischen verbreitet und zahlreiche Personen fanden sich in dem Sterbehaus ein. Luthers Leiche blieb bis neun Uhr morgens auf dem Ledersofa, dann wurde sie in ein weißen neu schwebisch kittel gekleidet und in die Kammer auf ein Bett, dessen Unterbau aus Stroh bestand, gelegt. Etwa um die Mittagszeit müssen der herbeigerufene Maler Furtenagel und der Zinnsarg eingetroffen sein.
Der im Sarg liegende Luther wurde am Morgen des 19. Februar von Furtenagel porträtiert. Die Arbeit dauerte wohl recht lange, da die für 12 Uhr anberaumte Trauerfeier auf 15 Uhr verschoben wurde. Am frühen Nachmittag wurde der Sarg verlötet und in die Kirche St. Andreas überführt, wo Justus Jonas die Leichenpredigt hielt. Spätestens ab diesem Zeitpunkt war kein Porträt mehr möglich. Der Sarg blieb, bewacht von zehn Bürgern, in der folgenden Nacht noch in der Kirche stehen. Nachdem der Kurfürst Johann Friedrich von Luthers Tod erfahren hatte, ordnete er die Überführung des Leichnams nach Wittenberg an. Daraufhin wurde in Eisleben am Morgen des 20. Februars eine weitere Leichenpredigt für Luther gehalten, diesmal von Coelius. Um die Mittagszeit wurde Luthers Leiche aus Eisleben weggebracht, gegen fünf Uhr nachmittags kam sie in Halle an, wo sie über Nacht blieb. Am 21. Februar wurde sie bis Kemberg gebracht und am 22. Februar kam sie in Wittenberg an.
In ihrem Augenzeugenbericht schildern, wie bereits erwähnt, Justus Jonas und Michael Coelius, wie es zu den ersten Bildnissen des toten Luther kam: Erst habe ein ortsansässiger Maler Luther konterfeit, noch ehe dieser in den Sarg gelegt worden sei, nach der Einsargung habe Furtenagel sein Porträt geschaffen.
Der Apotheker Johann Landau aus Eisleben erwähnt dagegen in einem Brief, den er vor dem 9. Juni 1546 an seinen Vetter Georg Wizel in Regensburg richtete, den Maler aus Eisleben überhaupt nicht, behauptet dafür aber, dass Furtenagel, den er nur als einen „pictor Hallensis“, aber nicht mit Namen bezeichnet, gleich zwei Bilder des Verstorbenen gemalt habe. In der ersten Version habe er Luther, der sich zu diesem Zeitpunkt noch in seinem Sterbehaus befunden habe, „ut erat“ („wie er war“) gemalt. Anderntags aber habe er den Befehl erhalten, „adhuc semel et melius quidem quam antea corpus mortui depingere“ („den Leichnam/Körper des Toten noch einmal und besser als zuvor zu malen“). An der Verlässlichkeit dieser Quelle, die zudem nicht im Original, sondern nur in einer lateinischen Übersetzung überliefert ist, wurden allerdings Zweifel angemeldet. Laut Jochen Birkenmeier etwa „hat die Quelle – sofern sie überhaupt echt ist – eine problematische Überlieferungsgeschichte und ist (vermutlich mehrmals) polemisch bearbeitet worden, u. a. von Luthers Intimfeind Johannes Cochläus; zweitens kennt (oder nennt) die Quelle den Eisleber Maler nicht, der das erste Totenbildnis anfertigte“. Er schließt daraus, dass hier entweder eine Verwechslung Landaus vorliegt oder eine polemische Absicht: Der – katholische – Apotheker oder ein Bearbeiter des Briefes habe andeuten wollen, dass Luthers Leichnam erschreckend oder unwürdig ausgesehen habe und die lange Zeit vonnöten gewesen sei, um dies zu vertuschen.
Aus dieser Quellenlage heraus ist es unklar, ob es zwei oder drei nach der Natur gezeichnete Totenporträts Luthers gegeben hat und welches dieser Porträts von welchem Maler die Vorlage für die heute bekannten zahlreichen Gemälde war.

## Die Furtenagel-Zeichnung in Berlin

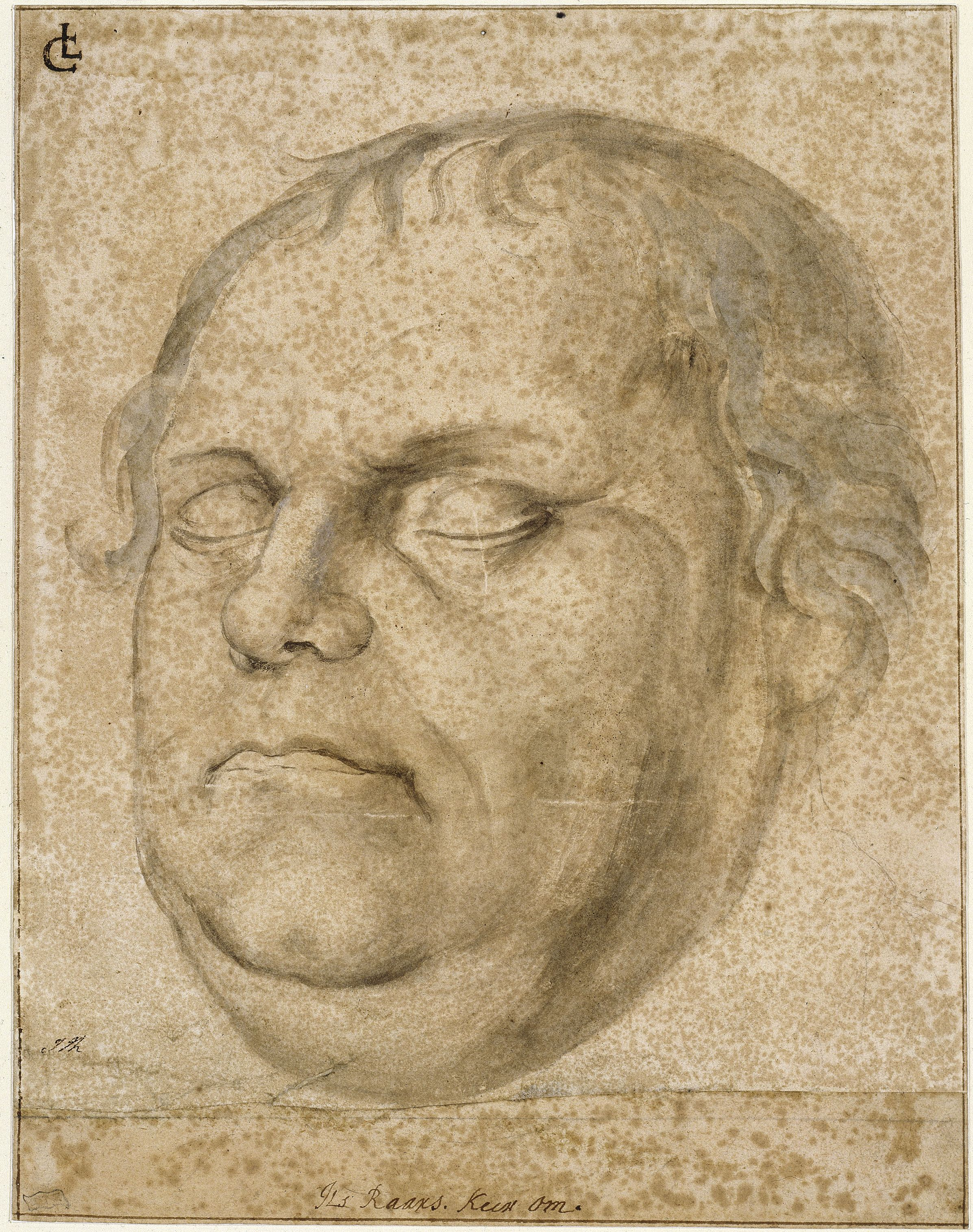
Furtenagels Zeichnung

Die im Berliner Kupferstichkabinett befindliche Porträtskizze des toten Reformators wird gemeinhin Lukas Furtenagel zugeschrieben. Eine detaillierte Beschreibung der Zeichnung lieferte Georg Stuhlfauth in seiner Arbeit Die Bildnisse D. Martin Luthers auf dem Totenbett, die 1927 veröffentlicht wurde. Es handelt sich bei Furtenagels Lutherporträt laut dieser Beschreibung um eine weiß gehöhte Pinselzeichnung. Der Kopf Luthers ist von der linken Seite her gesehen, scharfe Konturen finden sich bei der sehr sicher gezogenen Grenzlinie links, während sie auf der rechten Seite der Zeichnung nicht vorhanden sind. Meisterlich habe der Zeichner es verstanden, „die Verbindung des scharf Abgegrenzten mit dem fließend Weichen und Feisten in diesem Gesicht zum sprechenden Ausdruck zu bringen.“ Als besondere Charakteristika führt Stuhlfauth das starke Unterkinn und die kleine Stumpfnase an, außerdem vermerkt er, dass das linke Auge auffällig gequollen sei und sich vom Mund eine Furche schräg abwärts ziehe.
Luthers Porträt wurde laut Stuhlfauths Beschreibung auf einem viereckigen, nicht ganz symmetrischen Papierblatt gezeichnet. Dieses ist links 28,1 Zentimeter hoch, rechts zwei Millimeter höher. Die Breite beträgt oben 21,8 Zentimeter, unten 22 Zentimeter. Die eigentliche Zeichnung ist durch mit Lineal und Feder gezogene Einfassungslinien umrahmt, die etwa einen Zentimeter von Rand des Blattes entfernt verlaufen. Nach unten ist das Blatt, das die Zeichnung trägt, um ungefähr drei Zentimeter durch eine Anstückelung verlängert, die auf der Rückseite des Hauptblattes angeklebt ist. Das angestückelte Papier ist dünner und elastischer als dasjenige des Hauptblattes, aber wie dieses von guter Qualität. Offenbar sollten durch die Anstückelung Beschädigungen am unteren Teil des Originalblattes repariert bzw. weiteres Einreißen verhindert werden. Stuhlfauth nimmt an, dass die Umfassungslinie im Rahmen dieses Reparaturversuchs gezogen wurde. Das Blatt, das die Zeichnung Furtenagels trägt, ist mit einem Wasserzeichen versehen, das einen gekrönten Adler darstellt, der auf einem Brustschild den Buchstaben F trägt. Es stammt aus Augsburger Produktion; vergleichbares Papier wurde ab der Zeit von Luthers Tod bis in die 1580er Jahre verwendet.
Stuhlfauth zählte außerdem fünf Aufschriften auf dem Kunstwerk, die er aber nur drei verschiedenen Händen zuordnete. Auf die älteste führt er das für Lucas Cranach d. Ä. stehende ligierte Monogramm LC in der linken oberen Ecke des Bildes zurück, dessen Authentizität schon durch seine anachronistische Gestalt widerlegt werde. Denn Cranach hat bereits ab 1509 mit einem Schlangensignet signiert, das ab 1537 gesenkte Flügel aufweist, während das Zeichen, das auf der Furtenagel-Zeichnung angebracht worden sei, nur in den Jahren 1504 bis 1506 verwendet worden sei. Von derselben Hand, die diese ungeschickte Signaturfälschung vollbracht habe, stamme auch ein Vermerk am oberen Rand der Rückseite des Bildes, laut dem Luther 1556 (!) gestorben und damals von „Lucas Cronach“ gemalt worden sei. Stuhlfauth datiert diese Beigaben zur Furtenagel-Zeichnung auf die Zeit um 1600 oder kurz danach. Von Bedeutung sind sie deshalb, weil dadurch nachgewiesen ist, dass das Blatt sich um 1600 wohl noch im deutschsprachigen Raum befand und dass um die Wende vom 16. zum 17. Jahrhundert die Überlieferung zur Entstehung des Porträts offenbar nicht mehr allgemein bekannt war.
Eine Sammlermarke in der linken unteren Ecke beweist, dass das Lutherporträt später in den Besitz des 1724 verstorbenen niederländischen Sammlers Zoomer, auch Knorrepot genannt, überging. Neben Zoomers Sammlermarke auf dem angestückelten Papierstreifen findet sich die Notiz „Ils Raars. Keer om.“ („Etwas Seltenes. Wende um.“) Ein weiterer Besitzervermerk, „J Th“, weist auf den Londoner Kunsthändler John Thane hin. Dieser lebte von 1748 bis 1818. Nach seinem Tod wurde seine Sammlung versteigert. Der von George Jones zusammengestellte Katalog zu der Versteigerung am 25. und 26. März 1819 enthält als Nr. 63 ein Objekt, das wie folgt beschrieben wird: „Cranach (Lucas), Mask of Martin Luther taken on his Death Bed, curious 1.“ Stuhlfauth hält es für sicher, dass damit Furtenagels Lutherporträt gemeint war. Das Versteigerungsobjekt ging in den Besitz von Robert Stayner Holfort in London über, der 1892 starb. 1911 brachte Max J. Friedländer die Furtenagel-Zeichnung, die er in England geschenkt bekommen hatte, nach Berlin. Aus Friedländers Händen gelangte sie dann ins Kupferstichkabinett.

## Cranach und die Kopien
Es sind, wie oben bereits aufgeführt, zahlreiche Gemälde noch aus der Zeit der Renaissance bekannt, die den toten Luther zeigen. Alfred Dieck nennt insgesamt 14 Gemälde, Johannes Ficker zählt einige weitere Totenporträts Luthers auf und aus Kunsthandel und Museen sind zusätzliche Varianten bekannt. Wegen der langen Herstellungspraxis eines Gemäldes ist wohl keines der Gemälde an Luthers Totenbett oder Sarg entstanden, sondern sie müssen auf eine oder mehrere der Skizzen zurückgehen, die in der kurzen Zeit zwischen Luthers Aufbahrung und dem Verschluss des Sarges unter Anwesenheit zahlreicher Trauernder möglich waren. Mindestens zwei der erhaltenen Gemälde zeigen die Künstlersignatur der Cranach-Werkstatt. Cranach d. Ä. war ein naher Freund Luthers und hat diesen auch schon zu Lebzeiten häufig porträtiert.
Aufgrund der motivischen und perspektivischen Übereinstimmung kann die Furtenagel-Zeichnung in Berlin als Vorlage für die Gemälde in Frage kommen. Laut dem Brief des Apothekers Landau hat Furtenagel Luther allerdings zwei Mal im Tode porträtiert: einmal noch am Sterbetag, anderntags habe er das corpus noch einmal besser als zuvor gemalt. Das lateinische Wort „corpus“ in dem Brief scheint jedoch nicht mit der überlieferten Zeichnung übereinzustimmen, da diese nur den Kopf des verstorbenen Reformators zeigt, während viele der erhaltenen Gemälde aus dem Cranach-Umfeld Luther bis zu den über der Brust bzw. dem Bauch übereinandergelegten Händen darstellen. Auf all diesen Bildern trägt er – bei einigen Unterschieden im Detail – das weiße Totenhemd und auf den meisten ist er auf ein weißes Kissen gebettet. Ob er auf einem Bett oder bereits im Sarg liegt, ist den Gemälden nicht zu entnehmen; sie weisen aber dieses Arrangement einheitlich und im Gegensatz zu der in Berlin bewahrten Porträtzeichnung Furtenagels, die ohne Hintergrundgestaltung auskommt, auf.
Es stellt sich also die Frage, wie der Übergang von der reinen Porträtzeichnung Furtenagels zu der einheitlich gestalteten Halbkörperfigur des toten Luther auf den späteren Bildern zustande gekommen ist. Sollte Furtenagel selbst auch ein Bild, auf dem das „corpus“ des Toten zu sehen war, gestaltet haben, so läge es nahe, dieses als die Quelle der weiteren Gemälde anzusehen. Für die Cranach-Werkstatt ist es jedoch auch nachgewiesen, dass Porträtgemälde häufig nach Pinselskizzen gefertigt wurden, die nur detailliert die Gesichtszüge erfasst haben, während Kleidung und Hände idealtypisch ergänzt wurden. Ein Beispiel hierfür ist die Skizze von Luthers Vater Hans in der Albertina in Wien, die die Vorlage für ein größeres Gemälde auf der Wartburg bildet. Dass diese Arbeitspraxis jedoch für alle Cranach-Gemälde und damit auch für die Luther-Totenbildnisse zutrifft, ist bislang unbelegt.
Auch über die Abhängigkeit der Gemälde untereinander, die sicher nicht alle nach einer gemeinsamen Vorlage, sondern auch untereinander kopiert wurden, gibt es Uneinigkeit. Die Gemälde aus der Cranach-Werkstatt könnten z. B. auch nur indirekte Kopien nach einer Skizze sein und auf ein verschollenes Urgemälde zurückgehen.

Stuhlfauth stellt sich die Frage: „Wo ist das Ergebnis der künstlerischen Arbeit Furtenagels am Sarge Luthers geblieben?“ Er kombiniert dies mit einer zweiten Frage, nämlich der nach den Spuren des Bildes des unbekannten Malers aus Eisleben. Wenn sich zwar die Zeichnung des Unbekannten nicht erhalten habe, könne doch immerhin noch ein Gemälde existieren, das auf dieser Zeichnung basiere. Für die Gruppe der ihm bekannten vier großen Gemälde, die alle etwa 63 cm hoch sind und wohl aus einem Original – dem Leipziger Bild – und drei Kopien desselben – bestünden, lehnt er diese Annahme ab.
Stuhlfauth unterteilt die vorhandenen Gemälde in Bett- und Sargbilder. Laut seiner Theorie zeigt die Mehrzahl der Porträts den toten Luther noch außerhalb des Sarges auf dem Totenbett liegend, auf dem ihn den Berichten zufolge zahlreiche Bürger Eisenachs am Morgen nach seinem Tode besichtigt haben. Zu diesen Bildern gehören laut Stuhlfauth neben den Gemälden, auf denen Luthers Haupt auf einem hellen Kissen ruht, ein Kupferstich aus der Zeit um 1580 sowie weitere Stiche und Radierungen, die z. T. Vervielfältigungen des Karlsruher Bildes darstellen. Unter die Sargbilder rechnet Stuhlfauth das kleinere Leipziger Gemälde mit dem dunklen Hintergrund unter Luthers Haupt sowie zahlreiche Schnitte und Stiche, die oft, dem Medium entsprechend, beschriftet sind, sowie eine Medaille. Allerdings relativiert er seine Einteilung in Bett- und Sargbilder schließlich selbst: „Wir haben, nimmt man es wörtlich, kein Bild des „Luther im Sarge“ […]“ Der Unterschied zwischen den beiden Bildergruppen bestehe nur darin, dass in der größeren Gruppe Luther auf einer kissenartigen Unterlage dargestellt worden sei, während dieser Hintergrund bzw. überhaupt ein Hintergrund bei der anderen Gruppe fehle. Jüngere Untersuchungen haben auch für das kleinere Leipziger Bild einen (dunkel übermalten) hellen Hintergrund ergeben, so dass Stuhlfauths Unterscheidung inzwischen als widerlegt gilt.
Henrike Holsing referiert dennoch in ihrer Dissertation Luther – Gottesmann und Nationalheld unter anderem Stuhlfauths Theorie, dass die „Bettbilder“ auf den unbekannten Maler zurückgehen, die „Sargbilder“ aber auf Furtenagel, und dass das kleinere Leipziger Gemälde eine Kopie der zweiten, nicht erhaltenen Furtenagel-Zeichnung sei, ebenso wie Alfred Diecks Theorie, dass das überlieferte Furtenagel-Bild nicht Vorlage der bekannten Gemälde sein könne, weil diese ein Totenhemd mit Halskrause zeigten, weshalb also die Gemälde auf die Vorlage des unbekannten Malers aus Eisleben zurückgehen müssten, und kommt zu dem Schluss, beide Theorien seien nicht haltbar, und zwar „aufgrund der einfachen Tatsache, dass bei genauerem Hinsehen keine gravierenden Unterschiede in der Konzeption weder im Vergleich der Zeichnung mit den Gemälden noch der Gemälde untereinander auszumachen sind: Alle Gemälde gehen […] auf ein und dasselbe Vorbild zurück […]“ Dieses Vorbild aber sei die in Berlin erhaltene Zeichnung Furtenagels, denn: „Vergleicht man diese Zeichnung mit dem Ölgemälde in Hannover […], so fällt auf: Der gegebene Kopfausschnitt ist in Ausschnitt und Ansicht genau gleich wiedergegeben, so dass es unwahrscheinlich ist, dass hier zwei unabhängig voneinander arbeitende Maler am Werk waren, zumal Luther zwischen den beiden Bildnissen noch umgebettet worden sein soll, also seine Lage verändert wurde […]“
Holsing rekonstruiert das Geschehen wie folgt: Der unbekannte Maler konterfeite Luther am frühen Morgen des 18. Februar 1546; das Bild blieb aber nicht erhalten und wurde auch nicht kopiert. Furtenagel, durch einen Eilboten alarmiert, kam nach Eisleben und schuf die Zeichnung, die sich heute in Berlin befindet. Diese Zeichnung wurde bald darauf in die Cranach-Werkstatt gebracht und als Vorlage für das „offizielle“ Totenbildnis verwendet. Falls Furtenagel wirklich am 20. Februar noch ein zweites Bildnis Luthers schuf, so handelt es sich nach Holsings Meinung um die Totenmaske und die Handabgüsse Luthers.

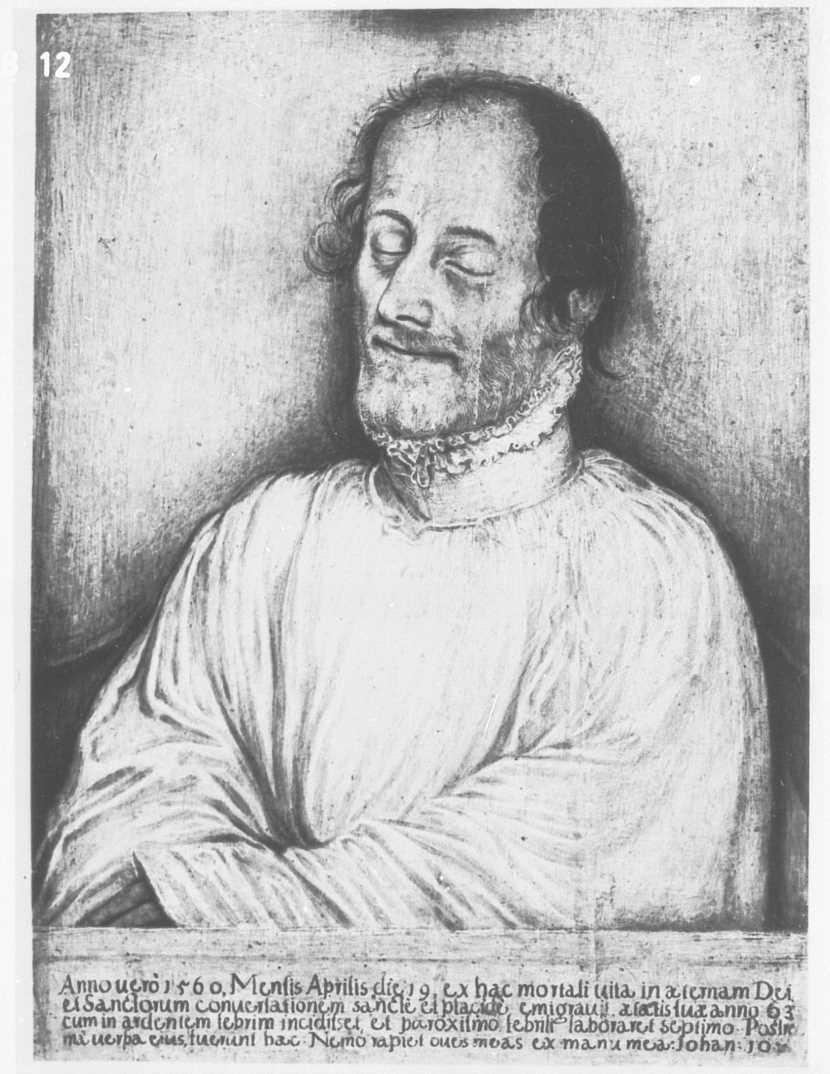
Lucas Cranach d. J.: Philipp Melanchthon auf dem Sterbelager

Die Unterschiede zwischen der Furtenagel-Zeichnung und dem Ölbild in Hannover lassen sich laut Holsing leicht erklären: „Die Hinzufügung des Oberkörpers mit Totenhemd und Spitze und des Kissens […] ist Cranach – einem der routiniertesten deutschen Maler des 16. Jahrhunderts – durchaus zuzutrauen, ebenso einige kleine, aber aussagekräftige Unterschiede in Luthers Physiognomie […] Das alles sind Veränderungen im Detail, nicht in der Grundanlage des Gesichts: Die Zeichnung diente Cranach als Vorlage; er, der ungleich renommiertere Maler, war aber nicht auf eine sklavische Kopie Furtenagels angewiesen, zumal er als lebenslanger Porträtist Luthers dessen Physiognomie besser kannte als jeder andere.“ Der Qualitätsunterschied zwischen Furtenagels Zeichnung und dem Gemälde in Hannover bzw. dem, was Cranach aus der Vorlage gemacht habe, bestehe darin, dass die Zeichnung eher glatt und leblos wirke, wohingegen der Cranachsche Luther wirke, als schlafe er – womit auch die Bildintention getroffen sei, das sanfte Ende des Reformators zu betonen.
Im Stil der Luther-Totenbildnisse entstanden ab 1560 auch Totenbildnisse von Philipp Melanchthon, mit dem Luther ab etwa 1532 auf Tafeln der Cranach-Werkstatt häufig ein Bildnispaar gebildet hatte. Das Porträt des toten Melanchthon wurde an dessen Sterbebett von Cranach d. J. gefertigt.

## Ikonographische Bedeutung

### Rechtfertigung durch friedlichen Tod
Mit den Bildern des toten Reformators Martin Luther sollte der Beweis erbracht werden, dass Luther friedlich gestorben war und keinen – für einen Sünder und Ketzer obligatorischen – qualvollen Todeskampf durchlaufen hatte, wodurch er mit seinem eigenen Tod noch eine göttliche Rechtfertigung seines reformatorischen Wirkens erbrachte.

### Erotische Komponente
Außerdem wird vielfach auf die erotische Komponente der Darstellungen hingewiesen. Luther sieht auf den meisten Darstellungen im Tode deutlich jünger und kräftiger aus als auf den Altersbildnissen, die ihn noch zu Lebzeiten gezeigt haben. Im Tode wirkt Luther um mehrere Jahrzehnte verjüngt, seine grauen Haare werden wieder deutlich dunkler dargestellt, das auf den Altersbildnissen bereits erschlaffte Gesicht wirkt fleischiger und die Lippen des Toten scheinen sich kokett in Richtung eines Kussmundes zu wölben. Bei solchen Varianten wie in Hannover scheint darüber hinaus kein Zweifel zu bestehen, dass Luthers Kraft der Lenden noch im Tode ausreichen würde, um Generationen von Nachkommen zu zeugen. Hier wird symbolisch mit einer Vitalität gespielt, die nicht wie bei anderen verführerischen Totenbildnissen ein Spannungsfeld von „Eros und Thanatos“ erzeugen will, sondern die immanent und anschaulich den großen Nachhall von Luthers Wirken und den breit gefächerten Stammbaum der Lutheriden mit einem allpotenten Stammvater vorwegnimmt.

## Der tote Luther in gedruckten Darstellungen
Das Lutherporträt wurde nicht nur durch Zeichnungen und Gemälde, sondern auch im Druck weiterverbreitet. Martin Schwarz Lausten bildet in seinem Buch Die heilige Stadt Wittenberg einen seitenverkehrten Kupferstich aus dem 17. Jahrhundert ab und behauptet, das Bild biete „den Ausgangspunkt der späteren Legende vom unmäßig fetten Luther“. Dieser Eindruck trüge aber. Tatsächlich seien auf dem Bild schon die ersten Auflösungserscheinungen des Leichnams festgehalten, der laut Aussagen der Zeitgenossen ungewöhnlich schnell begonnen habe, sich zu zersetzen. In einer lutherunfreundlichen Zusammenfassung der Geschehnisse, die 1728 erschien, ist zu lesen: „So bald Luther die Augen zugethan / wurde sein Cörper / welcher greulich zu stincken angefangen / in einen Sarg gelegt / und den 20. dito unter Begleitung vieler tausend Raben / welche nebst den Lutherischen allerorts ein jämmerliches Geschrey verführt / nach Wittenberg geführt […]“
Auf die Frage „Fett oder Zersetzung?“ bzw. auf die Rolle, die die Totenporträts Luthers für die Vorstellungen späterer Generationen von Luthers körperlicher Beschaffenheit spielten, geht auch Martin Treu ein. Er stellt zunächst mit Bezug auf die Furtenagel-Zeichnung fest: „Das Bild spielt in der späteren Überlieferung der Lutherporträts insofern eine wichtige Rolle, als es der »Ahnherr« derjenigen Darstellungen ist, die Luther als besonders dick darstellen.“ Auch Treu geht aber davon aus, dass der Porträtist die Leiche in einem bereits erkennbaren Zustand der Auflösung festhielt, und weist außerdem darauf hin, dass das Gerücht von Luthers extremer Leibesfülle vermutlich einem Missverständnis zu verdanken ist: Eine Äußerung eines Zeitgenossen aus der Zeit um 1530, Luther sei „von ziemlicher Feiste“, dürfe nicht mit dem heutigen Verständnis des Wortes „ziemlich“ gelesen werden.

### Der Guldenmundt-Druck

Guldenmundts Druck

Ein Holzschnitt von Hans Guldenmundt aus Nürnberg dürfte zu den frühesten gedruckten Bildnissen Luthers auf dem Totenbett gehören und wurde wohl als Erinnerungs- oder Flugblatt veröffentlicht. Ein Abzug befindet sich in der Graphischen Sammlung des Germanischen Nationalmuseums in Nürnberg unter der Inventar-Nr. P 819, Kapsel-Nr. 830a. Das Papier, auf das Guldenmundt druckte, misst etwa 30,8 mal 21,5 Zentimeter. Der Druck trägt in drei Zeilen aufgeteilt die zentrierte Überschrift „Des Ehrwürdigen Doctoris Martini / Lutheri Christlicher abschiedt ausz diser Welt. / Anno M. D. rlvj“ und ganz unten die ebenfalls zentrierte zweizeilige Angabe „Gedruckt zu Hans Guldenmundt / wonhafft bey den Fleyschbencken.“ Dazwischen befindet sich ein Lobgedicht und Gebet in Paarreimen. Dieser Text ist in drei Spalten gesetzt; die linke erstreckt sich über die gesamte Höhe des Blattes zwischen Überschrift und Verfasserangabe. Die beiden rechten Textspalten befinden sich unter dem Abbild Martin Luthers, das also in der rechten oberen Ecke seinen Platz gefunden hat und zwei Spalten breit ist. Luther ist dargestellt mit geschlossenen Augen, auf der Brust bzw. dem Bauch liegenden Händen und bekleidet mit einem hemdartigen Gewand. Dieses Kleidungsstück weist, wie es auch auf dem Hannoveraner und dem Berliner Gemälde der Fall ist, eingenähte statt angewobener Ärmel auf.
Die Vorlage, die grob dem Typus der Gemälde mit Totenhemd und sichtbaren Armen und Händen entspricht, wurde offenbar direkt auf den Druckstock übertragen, so dass die gedruckte Darstellung Luthers sich im Vergleich zu den gemalten und gezeichneten Bildern des toten Reformators spiegelverkehrt darstellt. Diese Eigenschaft teilt sie mit einer Medaille unbekannter Herkunft, die in Chr. Junckers Vita Martini Lutheri von 1699 abgebildet wurde.
Stuhlfauth führte den Holzschnitt, der Luther vor leerem Hintergrund zeigt, auf das ihm singulär scheinende kleinere Leipziger Gemälde zurück, da er noch nichts von dessen übermaltem Hintergrund wusste. Zwar bestehen in der Behandlung von Luthers Körper gewisse Ähnlichkeiten zu der Leipziger Darstellung, allerdings weist Schuchardt auf deutliche Unterschiede in der schmaleren Kopfform, im kürzeren Haar, im Bereich von Schultern und Ärmelansatz sowie überhaupt in der Wahl des Bildausschnitts hin.

### DieWare ContrafacturAmmans

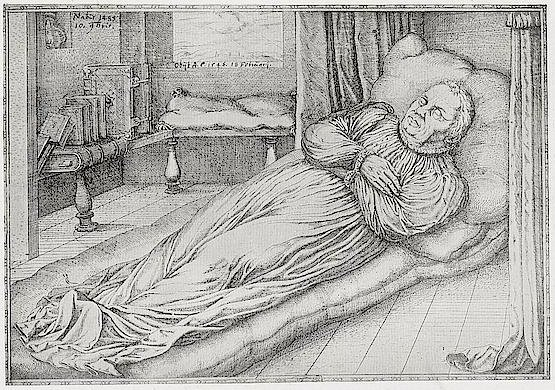
Jost Ammans Ware Contrafactur Herrn Doctoris Martini Lutheri

Abweichend von den anderen im 16. Jahrhundert gedruckten Darstellungen des toten Luther, die den Porträtcharakter der Bilder vom Cranach-Typus wahren, zeigt eine Radierung den toten Luther in Ganzkörperansicht: Wohl von Jost Amman stammt die Ware Contrafactur Herrn Doctoris Martini Lutheri wie er in seinen sterbkittel angethan gewesen […] Diese Radierung stellt Luther in der tradierten Form mit dem faltenreichen Totengewand und den auf seinem Leib gelagerten Händen – wobei die linke allerdings fast ganz vom rechten Unterarm bedeckt ist – dar, schneidet aber ausnahmsweise nicht unterhalb dieser Hände und Unterarme ab, sondern präsentiert den ganzen Körper des Toten, der auf einer Art Matratze liegt und zwei dicke Kissen unter dem Kopf hat. Auch das umgebende Ambiente ist dargestellt. Allerdings kann diese Darstellung des Verstorbenen nicht zu den frühesten Versionen des Themas „Luther auf dem Totenbett“ gehören, sofern die Zuweisung zu Amman richtig ist, da dieser erst wenige Jahre vor Luthers Tod geboren wurde. Der Druck wird erst auf die Zeit um 1585 datiert.

## Weitere Darstellungen Luthers auf dem Totenbett

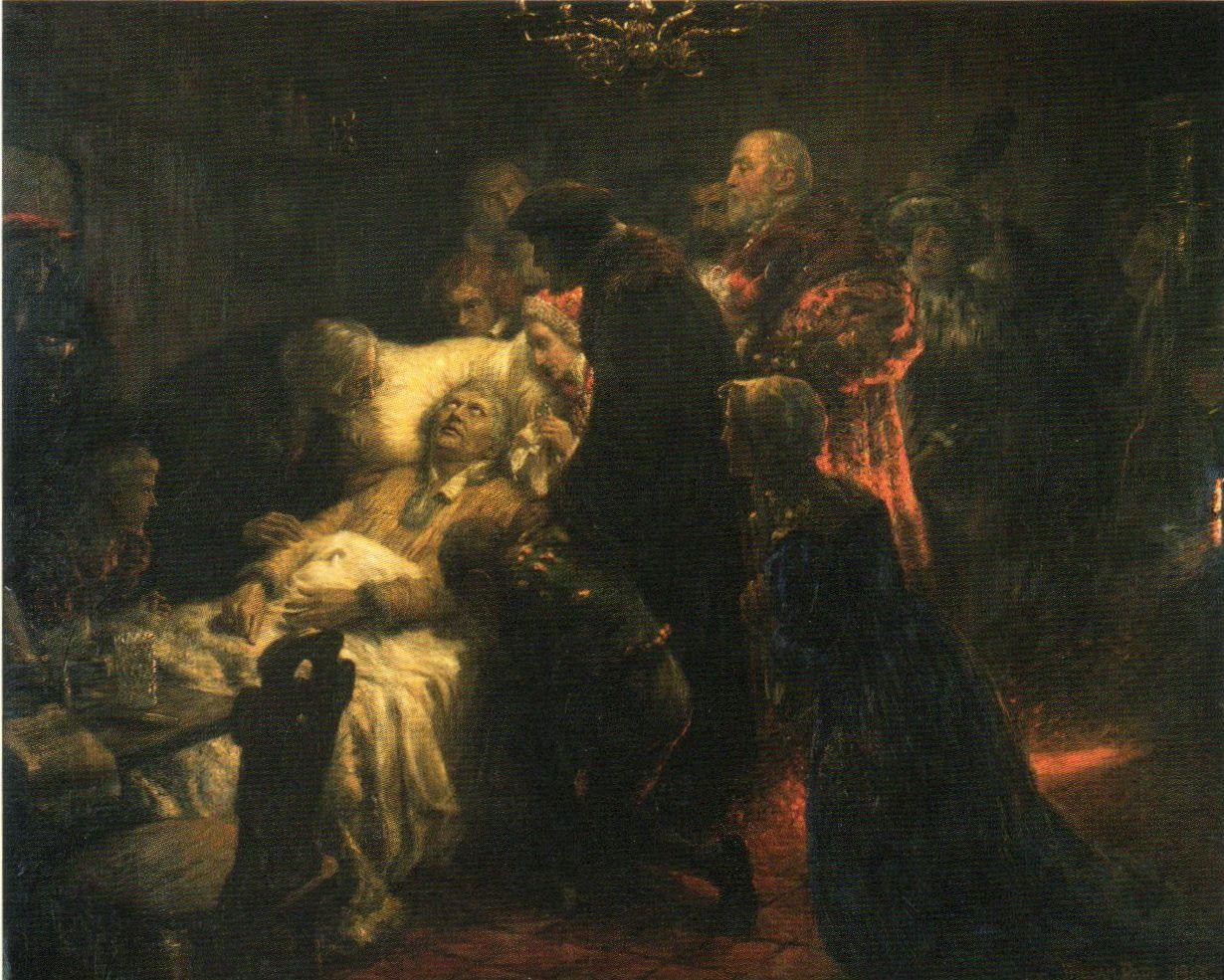
William Pape, Luthers letztes Bekenntnis (1905)

Der sterbende oder tote Luther war auch Gegenstand weiterer Bilder, die aber mit dem Porträt Furtenagels sowie den damit verwandten Bildnissen wenig zu tun haben: So wurde etwa ein weiteres Bild mit dem Titel Luther auf dem Totenbett 1880 von Alexander Théodore Honoré Struys gemalt und zeigt den sterbenden oder toten Luther von mehreren Personen umgeben im Bett liegend. Vergleichbar ist die Sterbeszene, die William Pape 1905 malte. Sie ist unter dem Titel Luthers letztes Bekenntnis bekannt. Die Darstellung des Sterbezimmers ist an der Ausstattung orientiert, die Friedrich Wanderer Ende des 19. Jahrhunderts im Stil des Historismus schuf; auch der sogenannte Lutherbecher, ein Buckelglas, das heute noch im Luthersterbehaus in Eisleben ausgestellt ist, ist auf diesem Gemälde zu erkennen.